# Le Bal de la famille Anjo
Pour plus de détails, voir Fiche technique et Distribution.
Le Bal de la famille Anjo (安城家の舞踏会, Anjō-ke no butōkai) est un film japonais réalisé par Kōzaburō Yoshimura et sorti en 1947.

## Synopsis
La veille de la vente de sa propriété, une grande famille aristocratique organise un bal dans lequel maîtres et serviteurs, désormais égaux, se trouvent tous réunis. Le châtelain, ruiné, essaie de se suicider mais il est sauvé par sa fille qui lui redonne le goût de la vie...

## Fiche technique

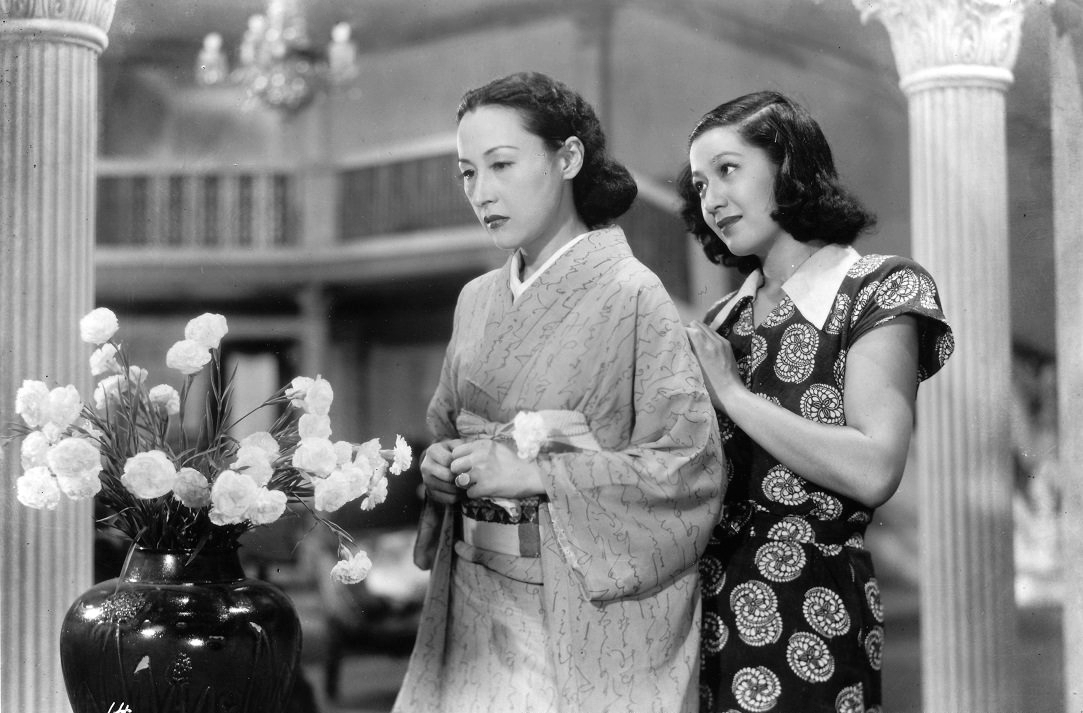
Yumeko Aizome et Setsuko Hara.

- Titre du film : Le Bal de la famille Anjo
- Titre original : 安城家の舞踏会 (Anjō-ke no butōkai?)
- Réalisation : Kōzaburō Yoshimura
- Scénario : Kaneto Shindo
- Photographie : Toshio Ubukata
- Musique : Chūji Kinoshita
- Costumes : Taizō Saitō
- Production : Takeshi Ogura
- Société de production : Shōchiku
- Pays d'origine :  Japon
- Langue originale : japonais
- Format : noir et blanc - 1,37:1 - 35 mm - son mono
- Genre : drame
- Durée : 89 minutes[1] (métrage : 10 bobines - 2 446 m[1])
- Dates de sortie :
  -  Japon : 27 septembre 1947[1]
  -  États-Unis : 30 septembre 2005

## Distribution
- Osamu Takizawa : Tadahiko, le châtelain
- Masayuki Mori : Masahiko, son premier fils
- Setsuko Hara : sa deuxième fille, Atsuko
- Yumeko Aizome : Akiko, la première fille
- Masao Shimizu : Ryūzaburō Shinkawa
- Keiko Tsushima : Yōko Shinkawa

## Récompenses
Sauf indication contraire, les informations mentionnées dans cette section peuvent être confirmées par la base de données cinématographiques IMDb,  présente dans la section « Liens externes ».
- Prix Kinema Junpō du meilleur film en 1948
- Prix Mainichi du meilleur acteur Masayuki Mori en 1948

## Commentaire
« La défaite avait en grande partie détruit la différence des classes au Japon », dit Tadao Satō, puis il poursuit : « (...) plus tard, lorsque le Japon aura rétabli son économie (...), nous aurons créé une société où la différence entre les riches et les pauvres (...) est relativement faible. (...) C'est le résultat des réformes agraires et fiscales imposées après la guerre. (...) Ce phénomène de nivellement par le déclin de la classe supérieure sert de thème à de nombreux films ».
Le Bal de la famille Anjo est, sur ce thème, l'un des films les plus tragiques. Une famille aristocratique est, ici, dépossédée de ses titres par l'abolition de la noblesse et ruinée par la réforme fiscale. Le bal est « le miroir du déclin de la haute société traditionnelle et la montée d'une classe nouvelle ».
L'œuvre de Kōzaburō Yoshimura, aux accents tchekhoviens, ne manifeste aucune sympathie particulière à l'égard des deux classes. « Le regard de l'auteur est celui des curieux qui, de manière fortuite, sont les témoins d'une période intéressante de grands changements ».
Setsuko Hara, la star japonaise qui a le mieux symbolisé l'esprit d'une époque, incarne, à nouveau, « avec beaucoup d'élégance une jeune aristocrate qui soutient sa famille » affectée par les bouleversements de l'après-guerre. Tout en sauvant son père du suicide, elle partage pleinement les évolutions en cours et va jusqu'à aider son père à se marier avec son ancienne maîtresse, une geisha.